# Kulsækken
Kulsækken eller Kulsæktågen er en af de mest markante mørke skyer på himlen. Sammen med Hestehovedtågen, Kegletågen og andre er den en de få objekter af denne type med et egennavn. Kulsækken befinder sig midt i den sydlige Mælkevej og lapper ind over stjernebillederne Crux (Sydkorset), Centaurus (Kentauren) og Musca (Fluen). Dens afstand er mellem 500 og 600 lysår. På himlen strækker Kulsækken sig over et område på næsten 7° × 5°.. Kulsækken er medtaget i Caldwell-kataloget som nummer 99.
Kulsækken danner et påfaldende "hul" i det omkringliggende, meget stjernerige område. Da den tyskfødte engelske astronom Willian Herschel første gang besøgte observatoriet ved Kap det gode Håb i 1774 udbrød han:
"Hier ist wahrhaftig ein Loch im Himmel!" ("Her er i sandhed et hul i himlen!"). I nærheden finder man den store Carina-tågen (et område med kraftig stjernedannelse) og den åbne stjernehob NGC 4755, som John Herschel (en søn) gav navnet Juvelskrinet.
For aboriginere i Australien danner Kulsækken hovedet af Himlens Emu, en markant mørk silhuet frembragt af mørke skyer, som strækker sig gennem Mælkevejen og minder om strudsefuglen emu.
Kulsækken er ikke fuldstændig sort, omtrent 10 % af lyset fra de bagved liggende stjerner i Mælkevejsgalaksen slipper igennem ved spredning i skyen.
I Europa blev Kulsækken omtalt som "il Canopo fosco" (den mørke Canopus) af Amerigo Vespucci og som "Macula Magellani" (Magellans Plet) eller "Sorte magellanske Sky" som modsætning til de to lysende Magellanske Skyer.
I Inkariget blev tågen kaldt Yutu, efter en papegøjelignende sydamerikansk fugl, eller Tinamou.